# サイバーヘッド (ゲーム会社)
有限会社サイバーヘッド (Cyberhead, Inc.) は、かつて存在したコンピュータゲームの開発を行っていた日本の企業である。

## 沿革
1985年11月11日に『テクノソフト』から一部の社員が独立し、有限会社アルシスソフトウェアとして設立。主にパソコンゲームの開発・販売を手掛け、1986年にデビュー作となるアクションゲーム『ウイバーン』を発売。1988年には『スタークルーザー』を発売した。また、自社製品の他にも、ブローダーバンド社の『プリントショップ』『プリンスオブペルシャ』の移植やシステムソフトの『エアーコンバット』シリーズ、ソニー・コンピュータエンタテインメントの『グランツーリスモ』の開発なども手掛けている。ゲームミュージックでは、1990年にはサウンドトラック『アルシス・ベストセレクション』も発売されている。
1988年スタークルーザー発売当時、従業員は2名だったが、1991年スタークルーザー2の開発開始時点で従業員が十数名にまで成長する。それまではゲーム開発は3、4名程度で作業が行われていたが、「2」では開発規模を拡大するため、個人プレー中心の制作ではなく、チーム制作を求められる事となる。しかし、構成されたチームの中に深刻な問題が存在し、開始前から開発全体の停滞が懸念されていた。開発現場の強い懸念が伝えられていたこともあり、対策として研修の実施などが行われている。
対策は行われたものの効果は薄く、懸念通りの事態が次々と発生。継続的に実施されるべきミーティングが最初の1回で頓挫、その後に殆どのスタッフが作業出来なくなる、などの事態が短期間に発生し、開発が硬直している。そのため、約1年程度の予定だった開発期間を大幅に超え、約2年半を要する事となる。「2」は自社開発であるため、スタッフの増員と開発期間の延長は経営を圧迫した。その後、以前より参加していたゲーム開発に注力するも約半年で開発継続を断念、体力の無い同社は代償として保有する権利を譲渡せざるを得なくなる。経営は急速に悪化、社長の交代に続き、雇用継続が困難となり、従業員を3名にまで減らした。しかし、既にオメガブーストの開発に参加していたため、倒産の危機は辛うじて免れた。
間もなく開発拠点を佐世保市から東京都内へ移動、佐世保市にある事務所は整理され、1996年に会社の登記を移転するとともに社名を「サイバーヘッド」に変更した。なお、旧社名の一部を他社に商標登録された事も一因となった。この間、オメガブースト開発のために増員するが、またしてもスタークルーザー2と同じ問題に直面する。有効な対策が存在しないために開発に支障が発生する。このプロジェクトのみでは経営が困難となるため、開発人員の一部を分離して新たなゲーム開発に参加、これが後に「グランツーリスモ」となる。このことで経営の安定化が図られた。
オメガブーストでは繰り返される開発延長により、会社都合によるスタッフの解雇という事態を迎える。また、スタークルーザーの3D技術で評価された同社だが、得意分野であるラスタライズがハードウェアで行われるようになり、3D演算の基礎技術が不足していた。衝突判定が球状しか存在しなかったため、棒状の物体を近似するために、前中後に3分割した構造物が作られたが、この3つを一つの固まりとした単純な回転操作すら満足に実装できず「難しい」と抵抗するなど、3Dソフト開発では致命的な状況が発生していた。
ここで開発体制の変更が行われたが、本質的な改善は無く、しばらくして、またしても進展が見込めない状態に陥る。本来調整可能であるべきパラメータが「変更出来ない」と、通常ではありえない抵抗を行ったため、ソースコードを調査される事件が発生したり、スタークルーザー2でも発生していた意思疎通の問題が改善せず、ミーティングに参加できなくなるなど、開発参加困難な様相を呈していた。結果、オメガブーストは開始から約4年が経過した1998年に開発参加が困難となる。同時に従業員全員が退社した。一方、グランツーリスモの売り上げにより経営状況は改善する。従業員を増員しつつ自社によるゲーム開発を再開するものの、2001年春頃に開発継続が困難となり、従業員が大幅に減少する。約半年後の冬頃に倒産した。

## 作品
- ウィバーン（1986年）
- リバイバー（1987年）
- スタークルーザー（1988年）
- 妖獣機甲兵 ワードラゴン（1989年）
- ナイトアームズ（1989年）
- スピンディジーII（1992年）
- スタークルーザー2（1993年）